# Сигарів Василь Опанасович
Васи́ль Опана́сович Си́гарів (* 2 серпня 1868, Кубань — ?) — український військовий діяч і військовий педагог.

## Життєпис
Народився 2 серпня 1868 року на Кубані. Початкову освіту здобув у реальному училищі. 

### Служба в російській армії
28 травня 1888 року вступив на військову службу. У 1889 році закінчив Московське піхотне юнкерське училище в чині підпоручика і був направлений для проходження служби у 105-му піхотному Таманському полку. 10 серпня 1893 підвищений до поручика, а з 1900 стає штабс-капітаном. 
Успішно закінчив Миколаївську академію Генерального штабу. Від 1909 року командир батальйону Київського піхотного юнкерського училища. 
В 1917 році у званні полковника командир 304-го піхотного Новгород-Сіверського полку, бригади, тимчасово командує 187-ю піхотною дивізією.

### На службі Україні
З 1918 року в армії УНР, з 23 березня викладач Інструкторської школи старшин. Дану посаду зберіг і в армії Української Держави. 
З 12 січня 1919 року займає посаду помічника начальника навчального відділу Головного навчального управління військового міністерства УНР. З 19 квітня 1919 проживав у Кам'янці-Подільському як приватна особа.
Тимчасово виконував обов'язки коменданта Києва з 31 травня 1920. З 19 червня цього року помічник командира 7-ї запасної бригади армії УНР, а з 3 липня начальника відділу особового складу Генерального штабу армії УНР.
З 12 квітня 1921 начальник управління комплектування військ Генштабу, а з 11 травня начальник 3-го генерал-квартирмейстера Генерального штабу армії УНР. 
З 1922 на еміграції в Польщі. Проживав у місті Брест-Литовську. Публікував статті на воєнно-теоретичні теми у збірнику «До зброї», журналі «Табор» та інших виданнях.